# 罗讷-阿尔卑斯
罗讷-阿尔卑斯大区是已被合并的法国大区，位于法国的东南部。下轄安省（01）、阿爾代什省（07）、德龍省（26）、伊澤爾省（38）、盧瓦爾省（42）、隆河省（69）、薩瓦省（73）、上薩瓦省（74）。
与普罗旺斯-阿尔卑斯-蓝色海岸大区、朗格多克-鲁西永大区、奥弗涅大区、勃艮第大区、弗朗什-孔泰大区相邻。与之接壤的国外地区有：意大利的瓦莱达奥斯塔大区（Val d'Aoste）和皮埃蒙特大区（Piémont），瑞士的沃州（Vaud）、瓦莱州（Valais）和日内瓦州（Genève）。罗讷-阿尔卑斯地区西起中央高原（Massif Central），东至阿尔卑斯山（Alpes）。除了自然区域之外，历史、文化还有美食也是这里的城市所拥有的几个主要财富。历史悠久的保护城区（里昂、尚贝里、安錫等），欧洲最密集的博物馆网络之一，城市中心的花园等，都體現了罗讷-阿尔卑斯地区辉煌的历史。
2016年1月1日，罗讷-阿尔卑斯大区与奧弗涅大区合併为奥弗涅-罗讷-阿尔卑斯大区。

## 省

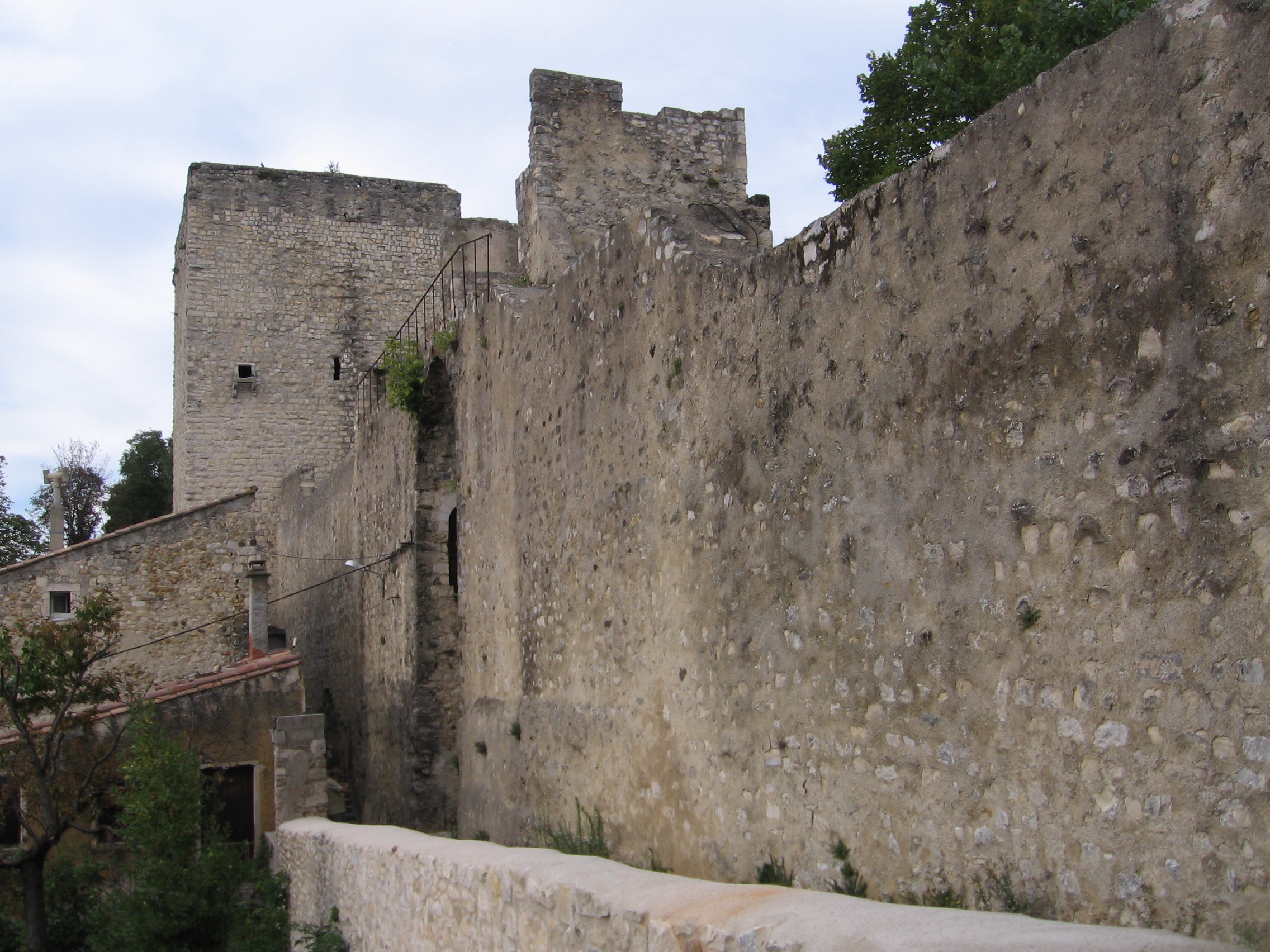
Château des Adhémar

- 安省（01）（Ain）

- 阿尔代什省（07）（Ardèche）

Crussol
- 德龙省（26）（Drôme）

Adhémar ·  Grignan
- 伊泽尔省（38）（Isère）

Arthaudière ·  Bayard (Pontcharra) ·  Fallavier
- 卢瓦尔省（42）（Loire）

Chalmazel ·  Essalois ·  Grangent ·  la Roche (Saint-Priest-la-Roche) 
- 罗讷省（69）（Rhône〔department〕）

Pusignan
- 萨瓦省（73）（Savoie）

ducs de Savoie (Chambery)
- 上萨瓦省（74）（Haute-Savoie）

Annecy ·  Menthon-Saint-Bernard ·  Montrottier ·  Sales ·  Thorens